# Adriano Tomasi Travaglia
Adriano Tomasi Travaglia OFM (Gardolo di Mezzo-Meano, Itália, 1 de novembro de 1939) é um clérigo religioso italiano e bispo auxiliar católico romano emérito em Lima.
Adriano Tomasi Travaglia ingressou na ordem franciscana e recebeu o sacramento da ordenação em 28 de junho de 1964.
Em 16 de fevereiro de 2002, o Papa João Paulo II nomeou-o bispo titular de Obbi e nomeou-o bispo auxiliar em Lima. O Arcebispo de Lima, cardeal Juan Luis Cipriani Thorne, ordenou-o bispo em 7 de abril do mesmo ano; Os co-consagradores foram o Núncio Apostólico no Peru, Dom Rino Passigato, e o Arcebispo de Cuzco, Alcides Mendoza Castro.
O Papa Francisco aceitou sua renúncia por idade em 13 de abril de 2019.